# Koningsteen

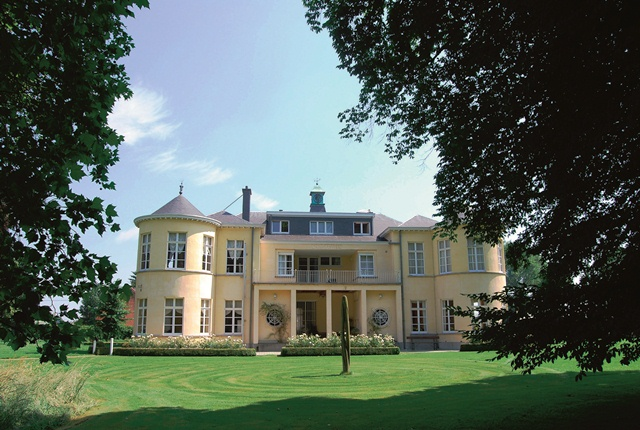
Koningsteen

Het Koningsteen is een kasteelachtig landhuis in de Vlaams-Brabantse plaats Kapelle-op-den-Bos, gelegen aan de Oxdonkstraat 168.

## Geschiedenis
Mogelijk was hier aanvankelijk een jachtpaviljoen van de hertogen van Brabant. Eind 14e eeuw werd dit hof voor het eerst vermeld.
In 1671 verzocht Robert Heymans, die secretaris van de Commanderij van Pitzemburg was, om zijn goed voortaan  's keysers oft 's coninx steen te mogen noemen. Het was een omgracht hof van plaisantie (buitenhuis) aan de noordrand van een -tot omstreeks 1700- uitgestrekt bosgebied.
In de 19e eeuw was het goed in bezit van diverse eigenaren, waaronder kunstschilder Alexandre Thomas.
De eerste verbouwing vond plaats in 1901. In de jaren daarop werden de dienstgebouwen uitgebreid, er werd een tuinierswoning gebouwd en er werden elementen van een landschapstuin toegevoegd waaronder enkele boogbrugjes.
In 1936 werd het landhuis naar ontwerp van Edmond Cremer vergroot en kreeg een kasteelachtig uiterlijk met twee ronde hoektorens en een eerder modernistisch aandoende ingangspartij. In 1948 werd het goed aangekocht door Louis Raeymaekers die er een Nationale School voor Lichamelijke Opleiding voor Juffrouwen in vestigde. In 1996 kwam er een meditatiecentrum met overnachtingsmogelijkheid in het kasteel.